# Мирошниченко, Павел Дмитриевич
Па́вел Дми́триевич Мирошниче́нко (1935—1996) — работник сельского хозяйства, механизатор, Герой Социалистического Труда.

## Биография
Родился 17 августа 1935 года на хуторе Гетманов Мальчевского района Северо-Донского округа Азово-Черноморского края, ныне Миллеровского района Ростовской области.
Руководитель основанного в 1964 году комплексного механизированного звена совхоза «Мальчевский».
Звено Мирошниченко впервые в Миллеровском районе применило технологию бесплужной плоскорезной обработки почвы по методу академика Бараева, благодаря чему совхоз, и в засушливые годы получая высокие урожаи пшеницы, ярового ячменя, проса, кукурузы, подсолнечника, стал базовым хозяйством на Северном Дону.
Умер 6 февраля 1996 года.

## Награды и звания
- Герой Социалистического Труда.
- Награждён двумя орденами Ленина и медалями, среди которых золотая и бронзовая медали ВДНХ СССР.
- Заслуженный хлебороб Миллеровского района (1971).